# مدرسه ۲۰۱۳
مدرسه ۲۰۱۳ (کره‌ای: 학교 ۲۰۱۳)یک مجموعه تلویزیونی کره ای است که در آن بازیگرانی همچون جانگ نا-را، چوی دانیل، لی جونگ-سوک، پارک سه-یونگ و کیم وو-بین حضور دارند.
این سریال به مشکلات دانش آموزان در دبیرستان مانند خشونت مدرسه ای، خودکشی، قلدری و روابط بین معلمین و دانش آموزان پرداخته‌است.
این پنجمین قسمت از مجموعه مدارس KBS است که از سال ۱۹۹۹ تا ۲۰۰۲ پخش شد. این برنامه از ۳ دسامبر ۲۰۱۲ تا ۲۸ ژانویه ۲۰۱۳ در KBS2 پخش شد و به مدت ۱۶ قسمت در روزهای دو شنبه و سه شنبه‌ها ساعت ۲۱:۵۵ پخش شد.

## خلاصه داستان
یونگ این‌جا (جانگ نا-ره) و کانگ سائان چان (چوی دانیل) دو معلم مدرسه ای هستن که جزء بدترین‌ها از نظر نمرات در کره است! این دو سعی میکنن علاوه بر مدیریت کلاس درس، به دانش آموزان هم در حل مشکلاتشون کمک کنند.

## بازیگران
معلمان
- جانگ نارا به عنوان یونگ این‌جا، معلم مشترک[۴][۵]
- چوی دانیل به عنوان کانگ سی چان، مدرس ارشد سابق[۶][۷]
- یوم هیو-سوپ به عنوان یوم دا-ونگ، معلم ریاضیات
- پارک هائه-می به عنوان ایم جونگ-سوک، مدیر مدرسه
- لی هان وی به عنوان وو سو چول، معاون مدیر
- اوه جوان شیل به عنوان یو نان هی، معلم اخلاق
- یون جو به عنوان جو بونگ سو، معلم بدنسازی
- کوون نام هی به عنوان کوون نام هی
- کیم یون آه به عنوان کیم یون آه
- لی وون سوک به عنوان کیم دائه سو

دانش آموزان
- لی جونگ سوک به عنوان گو نام-سون[۹]
- پارک سه یونگ به عنوان سونگ ها-گیونگ
- ریو هیویونگ به عنوان لی کانگ جو
- کیم وو بن به عنوان پارک هونگ سو
- گیل یون یون به عنوان گیل یون هی
- کواک جونگ ووک به عنوان اوه جونگ هو
- چوی چانگ یوب به عنوان کیم مین کی
- کیم یانگ انتخاب به عنوان بیون کی دوک
- کیم جونگ هیون
- کیم دونگ سوک به عنوان کیم دونگ سوک
- جئون سو جین به عنوان کای نائوری
- شین هی - سان به عنوان شین هی-سان
- کیم چانگ هوان به عنوان هان یونگ-وو
- لی جی هون به عنوان لی جی هون
- لی یی کیونگ به عنوان لی یی کیونگ
- جونگ یون-جو
- آه جی-هیون به عنوان آه جی-هیون
- کیم دانی[۱۰]